# Долна-Вереница
Долна-Вереница (болг. Долна Вереница) — село в Болгарии. Находится в Монтанской области, входит в общину Монтана. Население составляет 278 человек.

## Политическая ситуация
В местном кметстве Долна-Вереница, в состав которого входит Долна-Вереница, должность кмета (старосты) исполняет Леди Вилхелмов Крыстев (коалиция в составе 6 партий: Новое время (НВ), Демократы за сильную Болгарию (ДСБ), ВМРО — Болгарское национальное движение, Болгарский земледельческий народный союз (БЗНС), Демократическая партия (ДП), Союз демократических сил (СДС)) по результатам выборов.
Кмет (мэр) общины Монтана — Златко Софрониев Живков (независимый) по результатам выборов.

## Известные уроженцы
- Тасков, Борис (1901—1976) — болгарский политик.